# بروزوویتسه
بروزوویتسه (به چکی: Bruzovice) یک منطقهٔ مسکونی در جمهوری چک است که در ناحیه فریدک-میستک واقع شده‌است. بروزوویتسه ۱۵٫۹۴ کیلومتر مربع مساحت و ۷۲۹ نفر جمعیت دارد و ۳۰۹ متر بالاتر از سطح دریا واقع شده‌است.